# Tipuana
Tipuana és un gènere de plantes amb flors dins la subfamília Faboideae de la família fabàcia. Les fulles són sèssils i el fruit en sàmara.

## Taxonomia
- Tipuana tipu (Benth.) Kuntze